# Dolina Dretulje
Das FFH-Gebiet Dolina Dretulje liegt auf dem Gebiet der Gemeinde Plaški in der Gespanschaft Karlovac in Kroatien. Das etwa 6 km² große Schutzgebiet umfasst die Dretulja-Niederung rund um die Ortschaft Plaški sowie den Unterlauf der Vrnjika bis zu deren Mündung in die Dretulja.
Das Dretulja-Tal zeichnet sich durch ausgedehnte Feucht- und Nasslebensräume aus, die beinahe das gesamte Tal bedecken. Eine besondere Bedeutung haben dabei die kalkreichen Niedermoore.
Das Schutzgebiet liegt innerhalb des größeren FFH-Gebiets Ogulinsko-plaščansko područje.

## Schutzzweck
Folgende Lebensraumtypen nach Anhang I der FFH-Richtlinie sind für das Gebiet gemeldet:
| EU Code | * | Lebensraumtyp (offizielle Bezeichnung)                                                                          | Fläche [ha] |
| ------- | - | --- | ----------- |
| 3260    |   | Flüsse der planaren bis montanen Stufe mit Vegetation des Ranunculion fluitantis und des Callitricho-Batrachion |             |
| 6410    |   | Pfeifengraswiesen auf kalkreichem Boden, torfigen und tonig-schluffigen Böden (Molinion caeruleae)              |             |
| 6430    |   | Feuchte Hochstaudenfluren der planaren und montanen bis alpinen Stufe                                           |             |
| 6510    |   | Magere Flachland-Mähwiesen (Alopecurus pratensis, Sanguisorba officinalis)                                      |             |
| 7230    |   | Kalkreiche Niedermoore                                                                                          |             |

### Arteninventar
Folgende Arten von gemeinschaftlichem Interesse sind für das Gebiet gemeldet:
| Bild                 | EU Code | * | Art                  | wissenschaftlicher Name | Artengruppe |
| -------------------- | ------- | - | -------------------- | ----------------------- | ----------- |
| Kriechender Sellerie | 1614    |   | Kriechender Sellerie | Apium repens            | Pflanzen    |
| Fischotter           | 1355    |   | Fischotter           | Lutra lutra             | Säugetiere  |
| Amethyst-Blaustern   | 4101    |   | Amethyst-Blaustern   | Scilla litardierei      | Pflanzen    |